# Quatrième circonscription de la préfecture de Nagasaki
La quatrième circonscription de la préfecture de Nagasaki (長崎県第4区, Nagasaki-ken dai-yon-ku) est une ancienne circonscription législative de la préfecture de Nagasaki au Japon.

## Description géographique
Entre 1994 et 2013, la quatrième circonscription de la préfecture de Nagasaki regroupait les villes de Sasebo, Hirado et Matsuura et le district de Kitamatsuura.
Entre 2013 et 2017, elle comprenait une partie de la ville de Sasebo, les villes de Hirado et Matsuura et le bourg de Kitamatsuura.
Entre 2017 et 2022, elle réunissait une partie de la ville de Sasebo, les villes de Hirado, Matsuura et Saikai et le bourg de Saza (district de Kitamatsuura).

## Députés
| Législature | Début de mandat | Fin de mandat | Député élu            | Parti politique | Parti politique |
| ----------- | --------------- | ------------- | --------------------- | --------------- | --------------- |
| 41e         | 1996            | 1998          | Genjirō Kaneko        |                 | PLD             |
| 41e         | 1998            | 2000          | Daisuke Miyajima (ja) |                 | PLD             |
| 42e         | 2000            | 2003          | Seigo Kitamura (ja)   |                 | SE              |
| 43e         | 2003            | 2005          | Seigo Kitamura (ja)   |                 | PLD             |
| 44e         | 2005            | 2009          | Seigo Kitamura (ja)   |                 | PLD             |
| 45e         | 2009            | 2012          | Daisuke Miyajima      |                 | PDJ             |
| 46e         | 2012            | 2014          | Seigo Kitamura        |                 | PLD             |
| 47e         | 2014            | 2017          | Seigo Kitamura        |                 | PLD             |
| 48e         | 2017            | 2021          | Seigo Kitamura        |                 | PLD             |
| 49e         | 2021            | 2023          | Seigo Kitamura        |                 | PLD             |
| 49e         | 2023            | 2024          | Yōzō Kaneko (ja)      |                 | PLD             |